# Certima unicolor
Certima unicolor är en fjärilsart som beskrevs av Paul Dognin 1900. Certima unicolor ingår i släktet Certima och familjen mätare. Inga underarter finns listade i Catalogue of Life.